# アルタ広場 (アルヘシラス)

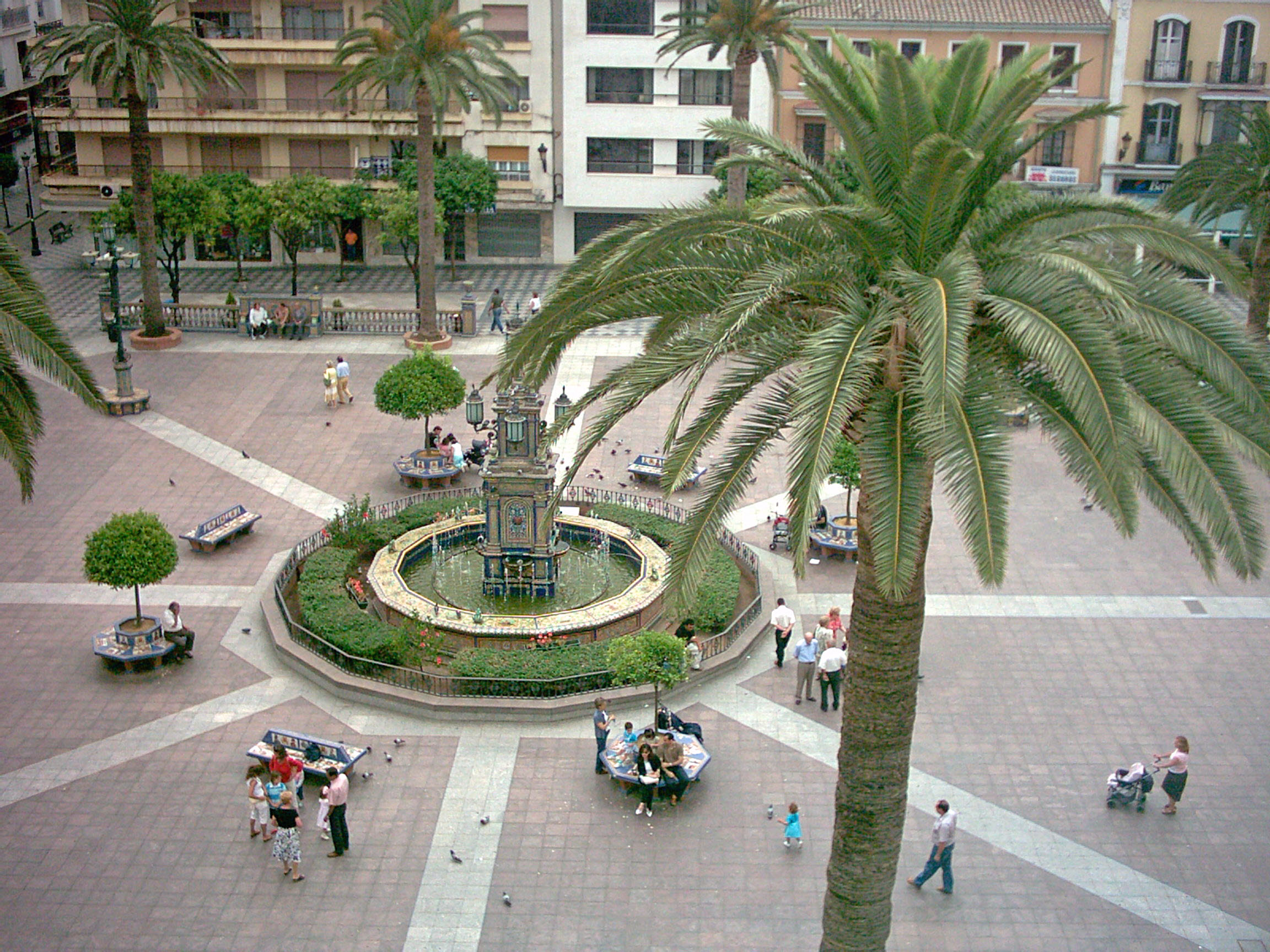
広場の全体像

アルタ広場 （スペイン語：　La Plaza Alta）は、 スペイン・アンダルシア州カディス県アルヘシラスにある広場である。アルヘシラスの中心地にあり、パルマの聖母教会、エウロパの聖母礼拝堂という様々な名所が所在する。アンチャ通りとコンベント通りという有名な街路の起点でもある。日本語に訳すと「高い広場」。

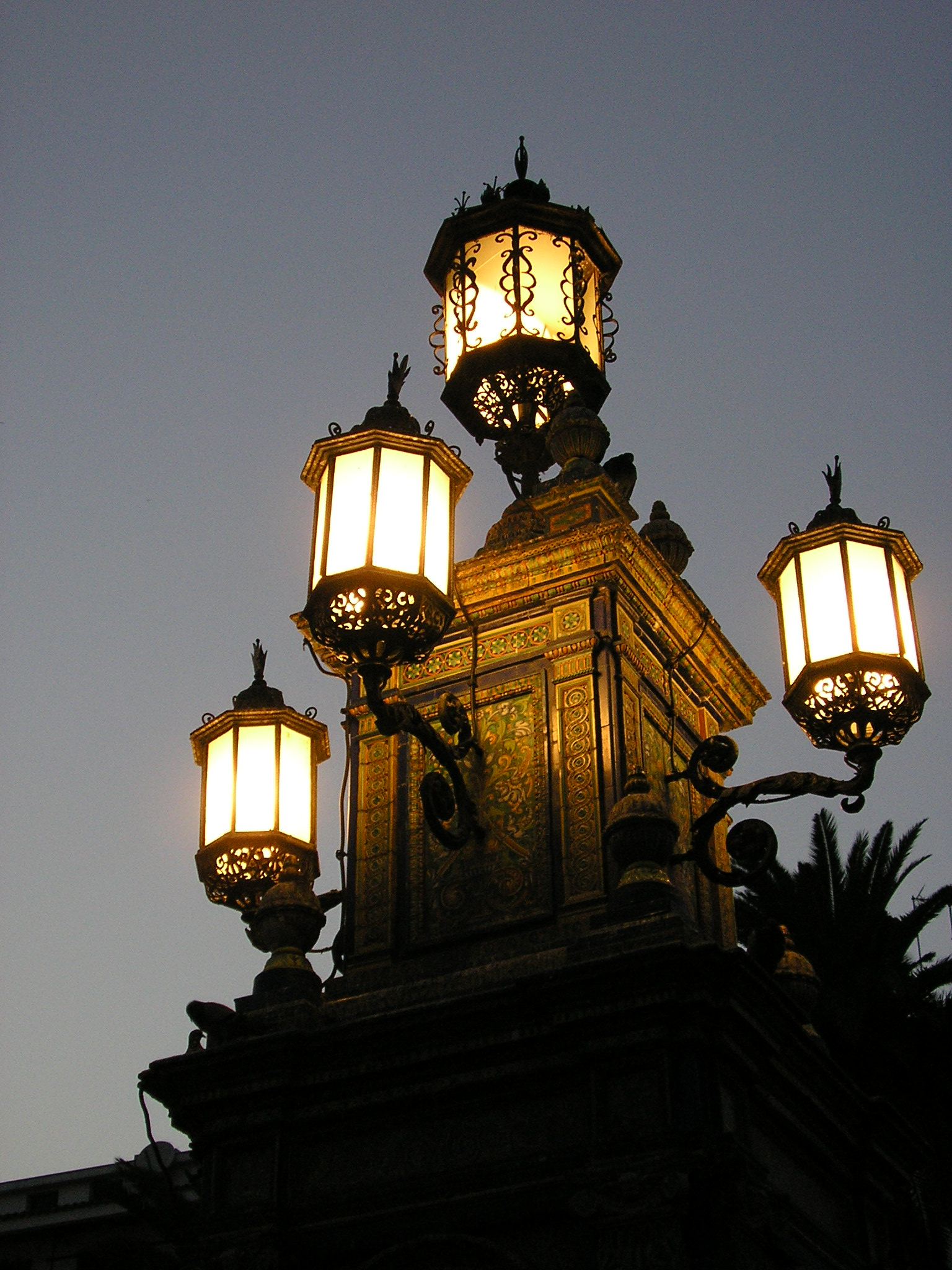
中央噴水
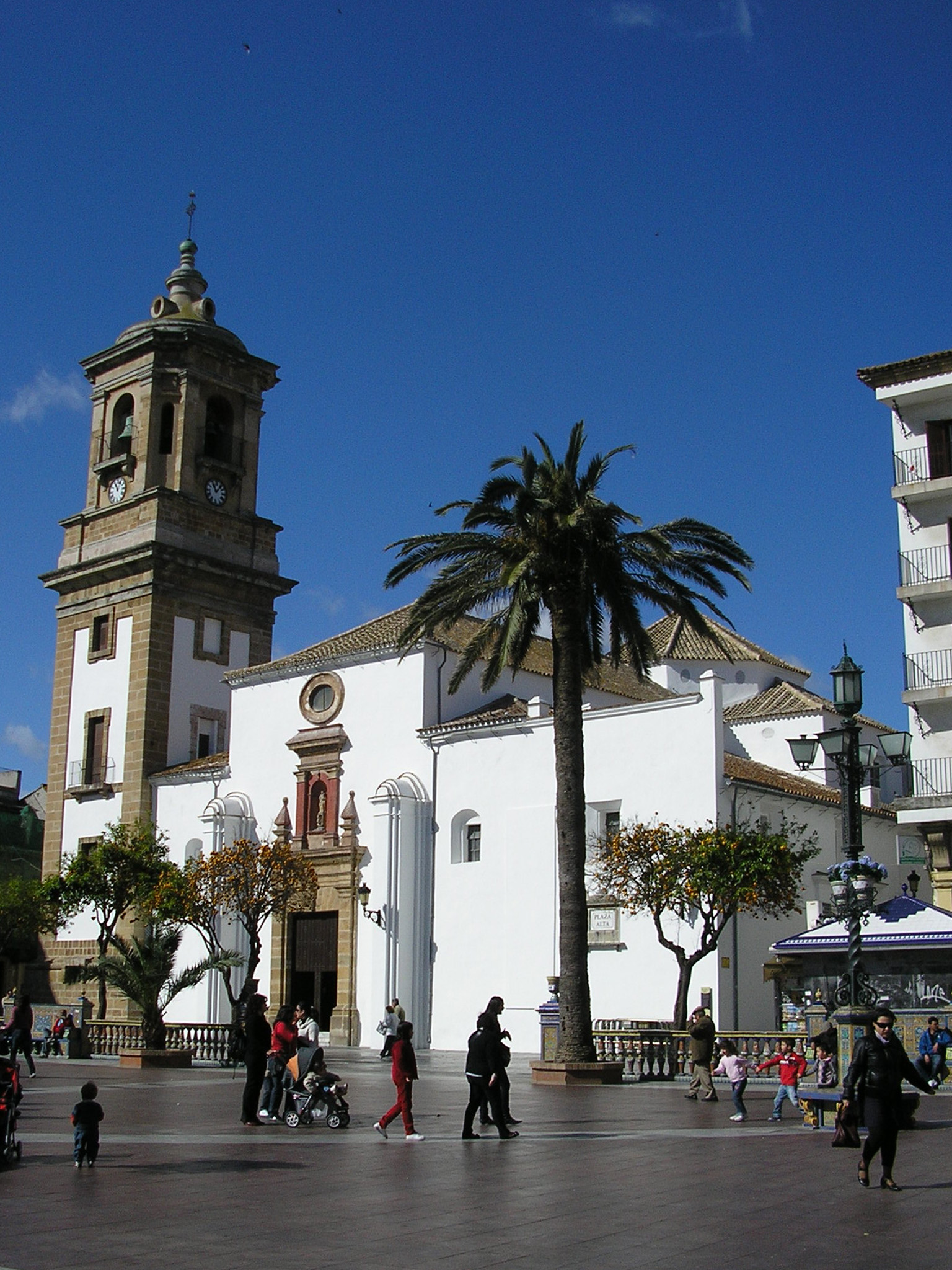
パルマの聖母教会